# スター・ウォーズ・キッド
スター・ウォーズ・キッド（Star Wars kid/Ghyslain Raza）は、1988年生まれカナダ出身のある少年に付いたあだ名。2003年5月、少年の自分自身を録画したビデオクリップは予期せずオンラインに流出し、インターネット上の様々なコミュニティで「スター・ウォーズ・キッド」ないし「ジェダイ・キッド」として知られるようになった。この件で少年は不登校となったネットいじめの初期ケースである。少年に関するビデオはネット上で通算10億回以上再生されたという。

## 出来事
2002年11月4日、ゴルフボールの回収に用いる棒をあたかも映画『スター・ウォーズ』のキャラクターであるダース・モールのように振り回す自身の姿を、少年はビデオに撮影・録画した。彼にしてみれば、極めて私的な（おそらく、誰も気にしないだろうと考えての）悪戯だったのである。
ビデオは少年の通う高等学校の撮影室にて録画され、テープは数か月間忘れ去られていた。2003年4月19日前後に、ビデオテープの元の持ち主が少年の録画した行為を発見し、数人の友人にそのことを話した。愉快な悪ふざけになるかもしれないと考え、彼らは映像をWMVファイルにエンコードし、P2Pファイル共有ソフトであるKazaaのファイル共有ネットワークを用いてこのファイルを共有し、また自分のウェブサイトに掲載した。
2週間弱のうちに、この動画ファイルは数百万回ダウンロードされた。やがてスター・ウォーズの音楽と文章、少年の振り回す棒にライトセイバーの光と効果音が付け加えられたある改変バージョンが作られた。waxy.orgによれば、Raven Software 社の社員であるブライアン・デュベによりこの改変が行われた。ゲーム系サイトや技術系サイト、スター・ウォーズ関連サイトなどの幾つかが映像ファイルを提供し始め、これにより口コミもあって映像はますますダウンロードされていった。程なく、世界中で人々がオリジナルの映像ファイルを取得し、これの改変版の作成を始めた。
改変版では、コメディー的な演出ないし映画のパロディ要素のため、音楽や視覚効果や効果音などの付加、他の著名な映画もしくは映像との合成などが行われた。この中にはジェダイのように無数に飛来するビームを双頭ライトセーバーで尽くはじき返すというものから、『空飛ぶモンティ・パイソン』に挿入されたコラージュアニメを意識したような断片的映像をまとめたもの、『チャーリーとチョコレート工場』の登場人物の一人と置き換えたもの、あるいは映画『マトリックス』や『ターミネーター2』などを意識したものなど、様々なバリエーションが配布・二次配布されている。

### 当惑
報道によれば、少年は相当に当惑した。街を歩けば全く見知らぬ人からも「あの有名で愉快なビデオの少年」として声を掛けられたりしたとのことで、このため学校にすら行けなくなってしまったという。彼にしてみれば、勿論件のビデオが他人に見られ、ましてそれが全世界で反響を呼んでいるなどとは想像も出来なかったのである。
この事件はプライバシー問題を浮き彫りにし、ニューヨーク・タイムズやCBSニュース、BBCニュースなどの主要ニュースメディアで報道された。少年は治療とカウンセリングを受けなければならなくなった。また、一時は鬱状態に陥り、小児精神科病棟に入院するまでになった。2003年9月、少年はオンタリオでのとある反いじめキャンペーンにおけるスポークスパーソンとなるが、少年からの承諾を取っていなかった為に同キャンペーンは中止された。

### インターネットコミュニティの反応
ただ、このビデオはインターネット上のコミュニティでは概ね好感を持って迎えられている。
彼の「活躍」に一方的ながらも好意をもった人達による「少年を『スター・ウォーズ エピソード3/シスの復讐』にカメオ出演させよう」という嘆願書には、17万8千を超える電子署名が集まった。ジョージ・ルーカスは彼の状況に同情したものの、映画ではその様なカメオ出演は行われず、そのような計画は全くない。また、少年自身がそれを望んでいるどうかも、全く分かっていない。
この動画の人気絶頂期に、2人のブロガー（waxy.org 及び jish.nu）が良質のネタを提供してくれたとして、感謝の意図で少年にiPodをプレゼントするための募金集めを始めた。1週間たらずで3200米ドルを集め、当時最新の30GB iPodと2600米ドルの商品券を少年に発送した。
アメリカのテレビドラマやアニメーションなどにおいて、スター・ウォーズ・キッドは模倣もしくはパロディされている。またこのビデオや改変されたもの（リミックス版など）はいまなお様々なところで配布されつづけており、YouTubeなど動画共有サイトにおいても、問題視された以降に作られた改変版も含め流布され続けている。

### 提訴
2003年7月、少年の家族は同窓生3人の家族に対して25万カナダドルの訴訟を起こした。もう一人の同窓生に対する訴訟は起こされなかった。
被告3人は映像を取得し、少年の同意なしにそれをインターネット上に流出させた、と陳述された。映像の為に少年は同窓生のみならず一般社会からの嘲笑や迷惑を被られたと、家族は主張している。2006年4月10日に、裁判がおこなわれると予想されていたが、4月7日に少年とその家族は元同窓生の家族との示談に達したと、報じられた。

### その後
彼はいじめを克服して、2013年からはケベック州にある故郷の文化遺産保護団体の会長を務めている。母校のマギル大学での法律学の勉強と自身の経験を活かし、彼はTwitterやFacebookなどのソーシャルメディアの台頭に伴う同様の事件で今の子供たちが受ける可能性のあるいじめや否定的な性格を明らかにするため、成人後に『スター・ウォーズ・キッド』としてのアイデンティティを主張することを決心した。

## 参考資料
- Short interview with the Star Wars kid, Jish.nu. May 13 2003. (provided by waxy.org)
- Kahney, Leander. "Star Wars Kid Gets Bucks From Blogs", Wired. May 19 2003
- Stonehouse, David. "Price of glory", Sydney Morning Herald. July 12 2003
- "Le «Star Wars Kid» ne la trouve plus drôle", Le Canal Nouvelles. July 21 2003.
- Ha, Tu Than. "Parents file lawsuit over Star Wars video", The Globe and Mail. July 23 2003.
- "Star Wars Kid Files Lawsuit", Wired. July 25 2003.
- Star Wars video prompts lawsuit, BBC News. July 25 2003.
- "Star Wars Kid' becomes unwilling Internet star", USA Today / Associated Press. August 21 2003.
- Katz, Leslie. "When 'digital bullying' goes too far", CNET. June 22 2005.
- Ha, Tu Than. 'Star Wars Kid' cuts a deal with his tormentors, The Globe and Mail. April 7, 2006.